# Gelsa (Croazia)
Gelsa (in croato Jelsa) è un comune della Regione spalatino-dalmata in Croazia, nell'isola di Lesina.

## Geografia fisica
Il comune di Gelsa copre una superficie di 121,2 km² dalla costa nord fino alla costa sud di Lesina.
Il comune di Gelsa si trova a metà della costa nord dell'isola di Lesina in una baia che si affaccia sul canale di Lesina. Nella zona sud della città presenta fitte pinete in prossimità delle colline la circondano. Gelsa è l'unico luogo sull'isola con abbondanza di acqua dolce, a seguito della quale si trova la vegetazione più rigogliosa che altrove. La pianura situata a ovest di Gelsa è zona protetta dall'UNESCO.
La città è coronata dalle vette più alte dell'isola: ad ovest il monte San Nicola (Sv. Nikola), e ad est il monte Colmo (Hum). A sud è circondata dai monti Verch (Vrh), Samatorzi (Samotorac) e Selva (Gozd), mentre dalla parte settentrionale è protetta dai venti del nord dal piccolo monte Borgo (Burkovo).
La santa patrona della città è la Madonna Assunta.

## Località
Il comune di Gelsa è suddiviso in 12 frazioni (naselja) di seguito elencate. Tra parentesi il nome in lingua italiana.
- Gdinj (Digno[7][8])
- Gromin Dolac (Gromin Dolaz)
- Humac (Umazzo[9] Humazzo[5])
- Ivan Dolac (Ivan Dolaz[10])
- Jelsa (Gelsa[2])
- Pitve (Pitue o Pitne[11])
- Poljica (Polizza[12])
- Svirče (Sfirze[13][14])
- Vrboska (Verbosca[2][15][16][17] o Saliceto[15])
- Vrisnik (Frisnig[10])
- Zastražišće (Zastrasischie[18])
- Zavala

Altre località del comune di Gelsa (Jelsa): Isola di Zecevo (Zečevo).

## Popolazione
Secondo il censimento del 2001, il comune di Gelsa conta 3 656 abitanti.
La composizione etnica è la seguente:
- croati 95,98%
- serbi 0,79%
- albanesi 0,74%
- non dichiarati 0,55%
- tedeschi 0,49%